# Renee Talbert
Renee Talbert ist eine US-amerikanische ehemalige Schauspielerin.

## Leben
Sie debütierte 2005 in einer der Hauptrollen im Fernsehfilm Island of Beasts als Schauspielerin. Sie verkörperte die Rolle der Carrie und zählte zu denen, die von der Monsterinsel entkommen konnten. Im selben Jahr wirkte sie in der Pilotfolge der Fernsehserie Just Legal mit. Im Folgejahr trat sie jeweils in einer Episode der Fernsehserien Las Vegas und Rodney auf. Außerdem war sie in einer Nebenrolle im Spielfilm Surf School zu sehen. Ihre letzte Filmrolle hatte sie 2009 im Spielfilm My Suicide, der am 7. Februar 2009 bei der Berlinale uraufgeführt wurde.

## Filmografie
- 2005: Island of Beasts (Komodo vs. Cobra) (Fernsehfilm)
- 2005: Just Legal (Fernsehserie, Pilotfolge)
- 2006: Las Vegas (Fernsehserie, Episode 3x12)
- 2006: Rodney (Fernsehserie, Episode 2x14)
- 2006: Surf School
- 2009: My Suicide